# Canidelo (Vila do Conde)
Canidelo é uma povoação portuguesa do Município de Vila do Conde que foi sede da extinta Freguesia de Canidelo, freguesia que tinha 3,75 km² de área (2012), 906 habitantes (2011) e, por isso, uma densidade populacional de  270,4 hab/km².
A Freguesia de Canidelo foi extinta (agregada) em 2013, no âmbito de uma reforma administrativa nacional, tendo sido agregada à freguesia de Malta, para formar uma nova freguesia denominada União das Freguesias de Malta e Canidelo.

## População
| População da freguesia de Canidelo | População da freguesia de Canidelo | População da freguesia de Canidelo | População da freguesia de Canidelo | População da freguesia de Canidelo | População da freguesia de Canidelo | População da freguesia de Canidelo | População da freguesia de Canidelo | População da freguesia de Canidelo | População da freguesia de Canidelo | População da freguesia de Canidelo | População da freguesia de Canidelo | População da freguesia de Canidelo | População da freguesia de Canidelo | População da freguesia de Canidelo |
| ---------------------------------- | ---------------------------------- | ---------------------------------- | ---------------------------------- | ---------------------------------- | ---------------------------------- | ---------------------------------- | ---------------------------------- | ---------------------------------- | ---------------------------------- | ---------------------------------- | ---------------------------------- | ---------------------------------- | ---------------------------------- | ---------------------------------- |
| 1864                               | 1878                               | 1890                               | 1900                               | 1911                               | 1920                               | 1930                               | 1940                               | 1950                               | 1960                               | 1970                               | 1981                               | 1991                               | 2001                               | 2011                               |
| 303                                | 314                                | 361                                | 377                                | 469                                | 463                                | 586                                | 569                                | 590                                | 661                                | 689                                | 931                                | 934                                | 941                                | 906                                |

| Distribuição da População por Grupos Etários | Distribuição da População por Grupos Etários | Distribuição da População por Grupos Etários | Distribuição da População por Grupos Etários | Distribuição da População por Grupos Etários | Distribuição da População por Grupos Etários | Distribuição da População por Grupos Etários | Distribuição da População por Grupos Etários | Distribuição da População por Grupos Etários | Distribuição da População por Grupos Etários |
| -------------------------------------------- | -------------------------------------------- | -------------------------------------------- | -------------------------------------------- | -------------------------------------------- | -------------------------------------------- | -------------------------------------------- | -------------------------------------------- | -------------------------------------------- | -------------------------------------------- |
| Ano                                          | 0-14 Anos                                    | 15-24 Anos                                   | 25-64 Anos                                   | > 65 Anos                                    |                                              | 0-14 Anos                                    | 15-24 Anos                                   | 25-64 Anos                                   | > 65 Anos                                    |
| 2001                                         | 174                                          | 154                                          | 516                                          | 97                                           |                                              | 18,5%                                        | 16,4%                                        | 54,8%                                        | 10,3%                                        |
| 2011                                         | 167                                          | 108                                          | 498                                          | 133                                          |                                              | 18,4%                                        | 11,9%                                        | 55,0%                                        | 14,7%                                        |

Média do País no censo de 2001:  0/14 Anos-16,0%; 15/24 Anos-14,3%; 25/64 Anos-53,4%; 65 e mais Anos-16,4%
Média do País no censo de 2011:   0/14 Anos-14,9%; 15/24 Anos-10,9%; 25/64 Anos-55,2%; 65 e mais Anos-19,0%

## História
Canidelo fez parte do concelho da Maia, sendo integrada no concelho (atual município) de Vila do Conde no ano de 1836.  